# Élections législatives togolaises de 1963
Les élections législatives togolaises de 1963 se déroulent le 5 mai 1963 afin de pourvoir les 56 sièges de l'Assemblée nationale du Togo. Les électeurs n'ont le choix qu'entre une liste unique de candidats ou un vote contre, et le scrutin voit sans surprise la coalition d’union et de réconciliation nationale remporter la quasi-totalité des suffrages. Cette dernière réunit alors le Parti de l'unité togolaise, le Mouvement de jeunesse togolaise, l'Union Démocratique des Populations Togolaises (née de la fusion de l'Union des Chefs et des Populations du Nord avec le Parti togolais du progrès ) et le Mouvement populaire togolais. Nicolas Grunitzky, ancien premier ministre de 1956 à 1958, est élu président lors de la présidentielle organisée simultanément.
Ces élections font suite au coup d'État militaire organisé le 13 janvier 1963 contre le président Sylvanus Olympio, qui avait remporté les élections deux ans plus tôt en faisant de facto de son Parti de l'unité togolaise le parti unique du pays. Olympio trouve la mort lors du coup d'État tandis que les militaires, menés par Étienne Gnassingbé, appellent au pouvoir les dirigeants de l'opposition en exil au Bénin voisin, qu'ils garderont sous contrôle jusqu'au second coup d'État de Gnassingbé en 1967,

## Résultats
|                                                        |                                                        |                                    |         |       |        |     |  |  |  |  |  |  |  |  |
| Parti                                                  | Parti                                                  | Parti                              | Votes   | %     | Sièges | +/– |  |  |  |  |  |  |  |  |
|                                                        |                                                        | Mouvement populaire togolais (MPT) | 568 893 | 98,61 | 14     | 14  |  |  |  |  |  |  |  |  |
|                                                        | Union Démocratique des Populations Togolaises (UDPT)   | 14                                 | 568 893 | 98,61 | 14     |     |  |  |  |  |  |  |  |  |
|                                                        | Parti de l'unité togolaise (PUT)                       | 14                                 | 568 893 | 98,61 | 38     |     |  |  |  |  |  |  |  |  |
|                                                        | Mouvement de jeunesse togolaise (Juvento)              | 14                                 | 568 893 | 98,61 | 14     |     |  |  |  |  |  |  |  |  |
| Total coalition d'union et de réconciliation nationale | Total coalition d'union et de réconciliation nationale | 56                                 | 568 893 | 98,61 | Nv     |     |  |  |  |  |  |  |  |  |
|                                                        | Votes contre                                           | Votes contre                       | 7 993   | 1,39  | -      | -   |  |  |  |  |  |  |  |  |
|                                                        |                                                        |                                    |         |       |        |     |  |  |  |  |  |  |  |  |
| Suffrages exprimés                                     | Suffrages exprimés                                     | Suffrages exprimés                 | 576 886 | 99,07 |        |     |  |  |  |  |  |  |  |  |
| Votes blancs et nuls                                   | Votes blancs et nuls                                   | Votes blancs et nuls               | 5 423   | 0,93  |        |     |  |  |  |  |  |  |  |  |
| Total                                                  | Total                                                  | Total                              | 582 309 | 100   | 56     | 4   |  |  |  |  |  |  |  |  |
| Abstention                                             | Abstention                                             | Abstention                         | 57 215  | 8,95  |        |     |  |  |  |  |  |  |  |  |
| Inscrits / participation                               | Inscrits / participation                               | Inscrits / participation           | 639 524 | 91,05 |        |     |  |  |  |  |  |  |  |  |